# Aguas Blancas (Guerrero)
Aguas Blancas es una localidad del estado mexicano de Guerrero. Es parte del municipio de Coyuca de Benítez.

## Demografía
| Gráfica de evolución demográfica |
|                                  |

| Censo | Población |
| ----- | --------- |
| 1900  | 1 225     |
| 1910  | 962       |
| 1921  | 672       |
| 1930  | 1 147     |
| 1940  | 1 021     |
| 1950  | 629       |
| 1960  | 1 243     |
| 1970  | 1 641     |
| 1980  | 1 694     |
| 1990  | 1 971     |
| 2000  | 2 260     |
| 2010  | 2 292     |
| 2020  | 2 125     |